# قاچاق انسان در هند
قاچاق انسان در هند (انگلیسی: Human trafficking in India) یک اصطلاح چتری است که معمولاً برای کوچک جلوه دادن سوء استفاده جنسی بکار می‌رود.

## قانون
ماده ۳، پاراگراف (a) در قانون هند پروتکل ممنوعیت، سرکوب و مجازات قاچاق انسان را بدین‌ترتیب شرح می‌دهد: قاچاق افراد جهت استخدام، حمل و نقل، انتقال، نگهداری یا پذیرش افراد، با تهدید یا استفاده از زور یا سایر اشکال اجبار، آدم‌ربایی، تقلب، فریب، سوء استفاده از قدرت یا موقعیت آسیب‌پذیری یا پرداخت یا دریافت و دادن مزایا برای دستیابی به رضایت فردی که دارای کنترل فرد دیگری است. استثمار و بهره‌کشی از فرد شامل بهره‌برداری از دیگران جهت فحشاء یا سایر اشکال استثمار جنسی، کار اجباری یا برده داری یا شیوه‌های مشابه برده داری، یا برداشتن قسمتی از ارگان بدن می‌باشد.

## انواع
قاچاق انسان در هند، اگر چه طبق قوانین هند غیرقانونی، اما همچنان یک مشکل اساسی باقی مانده‌است. مردم به‌طور غیرقانونی جهت استثمار تجارتی جنسی و کار اجباری قاچاق می‌شوند. اگر چه هیچ مطالعه قابل اعتمادی در مورد کار انجام نشده‌است، سازمان‌های غیردولتی برآورد کرده‌اند که ۲۰ تا ۶۵ میلیون هندی تحت تأثیر این مشکل قرار دارند. مردان، زنان و کودکان در هند به دلایل گوناگون قاچاق می‌شوند. زنان و دختران در داخل کشور به منظور استثمار جنسی تجاری و ازدواج اجباری، به ویژه در مناطقی که نسبت تعداد مردان به زنان بشدت پائین است، قاچاق می‌شود. مردان و پسران برای اهداف کارگری قاچاق می‌شوند و ممکن است توسط قاچاقچیان مورد سوءاستفاده جنسی هم قرار بگیرند. این افراد به عنوان قاچاقچی، کارشناسان ماساژ، اسکورت و غیره مورد استفاده قرار می‌گیرند. بخش قابل توجهی از کودکان به عنوان کارگران کارخانه، خدمتکار خانگی، گدا و کارگر کشاورزی مورد سوء استفاده قرار می‌گیرند، و بعضی از گروه‌های تروریستی و شورشی آنها را مورد استفاده قرار می‌دهند. هند نیز یک کشور مقصد برای زنان و دختران نپالی و بنگلادشی است که به منظور استثمار جنسی تجاری به این کشور قاچاق می‌شوند. کودکان نپالی نیز برای کار اجباری در نمایشگاه‌های سیرک به هند می‌روند. زنان هند به منظور استثمار جنسی تجاری به خاورمیانه قاچاق می‌شوند. مهاجران هندی که هر ساله با میل خود به خاورمیانه و اروپا برای کار به عنوان خدمتکاران خانگی و کارگران کم مهارت می‌روند ممکن است بخشی از صنعت قاچاق انسان باشند. در چنین مواردی، کارگران ممکن است به روشهای جعلی استخدام شده باشند که آن‌ها را مستقیماً به شرایط کار اجباری و از جمله اسارت بدهی (تعهد شخص به انجام کار یا خدمات به عنوان ضمانت برای بازپرداخت بدهی) سوق می‌دهد. در موارد دیگر، بدهی‌های بالا برای پرداخت هزینه‌های استخدام، آن‌ها را نسبت به استثمار توسط کارفرمایان در کشورهای مقصد آسیب‌پذیر می‌سازد، جایی که برخی از آنها تحت شرایط بهره‌کشی غیرقانونی قرار می‌گیرند، از جمله عدم پرداخت دستمزد، محدودیت‌های تردد، نگهداری غیرقانونی گذرنامه، و سوء استفاده فیزیکی یا جنسی.

## عواقب
قاچاق انسان در هند موجب مسائل روانی و فیزیکی در زنان می‌شود. مسائل روانی شامل اختلالاتی مانند PTSD، افسردگی و اضطراب است. عدم کنترل روی قاچاق زنان باعث افزایش خطر ابتلا به اختلالات روانی آنها می‌شود. زنان که مجبور به قاچاق می‌شوند، در معرض خطر ابتلا به HIV, TB و دیگر STDs هستند.

## موضعگیری‌ها
دفتر نظارت و مبارزه با قاچاق انسان در وزارت امور خارجه ایالات متحده آمریکا این کشور را در سال ۲۰۱۷ در سطح دوم کشورهای (مبارزه با قاچاق انسان) قرار داد.